# 世界樹の迷宮
『世界樹の迷宮』（せかいじゅのめいきゅう、英題：Etrian Odyssey）は、アトラスから2007年1月18日に発売されたニンテンドーDS用ロールプレイングゲーム。
2023年6月1日には、本作と『世界樹の迷宮II 諸王の聖杯』『世界樹の迷宮III 星海の来訪者』をHDリマスター化したオムニバスソフト『世界樹の迷宮Ⅰ･II･III HD REMASTER』がNintendo Switch/Steam向けに発売された。また、同日には各作品単体のダウンロード版も発売される。

## 概要
システムは古典的で、『ウィザードリィ』に近いスタイルの3DダンジョンRPG。製作者も「現代の自分たちが、ウィザードリィが生まれた時と同じ視点に立ったらどうなるか」をコンセプトの一つに挙げている。システム回りや音楽等に古めかしさを際立たせる工夫が垣間見られ、ゲーム中でプレイヤーをいざなうメッセージについても「さあ○○したまえ!」や「君は○○してもいいし、しなくてもいい / また○○してもいい」といった往年の翻訳ものゲームブックを思わせる特徴的な文体を用いるなど、懐かしくも新鮮な雰囲気を演出している。こうした作りにはプレイヤーの想像力を掻き立てる意図も込められており（これは製作者が「早解き禁止宣言」をしたことにも現れている）、近年の視覚的な要素を重視したRPGへのアンチテーゼとも取れる作品となっている。
また、戦闘面に於けるゲームの難易度は近年のRPGと比べると若干高めで、序盤の難易度は特に高いと専らの評判である。これは開発者によって意図されたことであるらしく、ゲームを進めるに従って難易度曲線は緩やかに落ちていくよう調整されているという。
こうした製作者の拘りのためか、必然的に近年の大作RPGに食傷気味だったオールドゲーマーを中心に話題を呼ぶ事となり、発売前から注目を浴びていた。結果、発売後しばらくは各地の店舗で品切れが続出し、最終的には公式サイトにてお詫びの声明が発表される事態にまで発展し、それがまた話題を呼び、極めて入手困難な状況が続いていたが、後に再出荷され、この状態は解消していった。

## システム
街での探索の準備と樹海の探索を往復しながらゲームを進めていく。樹海は3Dグラフィックによって作られ、主観視点で1マスずつ進んでいく。街ではパーティの編成や宿屋での回復、冒険に扱う武具や薬品の購入の他にも、酒場でクエストを受領して報酬や情報を得たり、ダンジョンから素材となるアイテムを持ち帰って売却することで強力な武具が売り出されたり、施政院に迷宮の探索結果を報告するなどして、パーティや街を発展させながら樹海の探索範囲を徐々に広げていき、最終的に樹海の最深部に辿り着くことが主な目的となる。
NEW GAMEを選択し開始すると、間もなくギルドの名前を設定するよう求められる。プレイヤーキャラクターのパーティーは主に「（ギルド名）の諸君」「（ギルド名）の皆」と呼ばれる。ギルドに登録できるキャラクター数は16人まで。

### マッピング
DSのタッチパネル画面を使用して、あたかも方眼紙に書き込むような感覚でダンジョンのマップをプレイヤー自身で作成出来ることが大きな特徴である。プレイヤーはマップに移動可能な床や進行不可能な壁の他、予め用意された9種類のアイコンやメモを設置することでオリジナルのマップを作成する。アイコンの意味は取扱説明書やゲーム画面に記されているが、任意の場所に設置できるためプレイヤーの解釈により他の意味での使用も可能となっている。自由度の高いマッピングシステムではあるが、アイコン及びメモの設置数に上限があることや用意されているアイコンでは表現の難しい地形が存在するなどといった問題も抱えている（この問題に対し、続編ではアイコンが追加される）。オートマッピング機能も搭載されているが移動した床が書き込まれるのみであり、壁の記入やアイコンの設置はあくまでプレイヤー自身が記入することとなる。

### 職業
プレイヤーは、多彩なスキル（技・術など）を持つ9種類の職業から最大5人のパーティを組んで迷宮を攻略していくこととなる。
各職業はTPを消費して使用できる専用のスキルを持っており、敵を倒して経験値を入手しレベルアップすると能力の上昇と共にスキルポイントが与えられ、これを習得しているスキルに割り振ることで、スキルの効果を強化させたり新たなスキルを習得することができる。スキルは主に攻撃・回復・補助など戦闘に扱えるもののほか、ダンジョン内の特定のポイントで使うことでアイテムを採取できるというスキルも存在する。
レベル上限は70とゲームのボリュームの割にはやや低く、これは最強の状態になっても戦闘に緊張感を保つための調整とされている。キャラクターはレベル30を超えるとギルドで休養及び引退が可能となる。休養はキャラクターのレベルを10低下させスキルポイントを振り直すことができ、引退はそのキャラクターの能力をある程度継承した新キャラクターを作成できる。引退した時のキャラクターのレベルが高ければ高いほど、次世代のキャラクターの初期スキルポイントとステータスボーナスが増える仕組みになっている。
続編となる『II』ではレベル上限まで育てた上で引退すると、レベル上限が1つ上がったキャラを作成可能。これを繰り返すことでLv99まで上げることが出来るが、時間と根気が要る作業である。また、『III』、『IV』、『新』においても特定の条件を満たすことによってレベルの上限を引き上げることが可能となっている。

#### 最初から選べる職業
ソードマン
剣や斧を使って戦う、攻撃タイプの職業。使用スキルは、範囲攻撃や連係攻撃を主とする剣系統と、敵単体を状態異常にする斧系統の2種に大別される。
レンジャー
弓矢を使って戦い、攻撃・補助・アイテム収集などを幅広くこなす野外活動のスペシャリスト。取得できるスキルは、味方の行動速度に関与するもの、弓矢を使ったやや特殊な攻撃、探索補助が中心。
パラディン
剣で戦うが、攻撃よりも守備に長けている職業。使用スキルはパーティもしくは自分自身の防御面を強化するものが中心となる。ただし僅かながら攻撃用スキルと回復用スキルも用意されている。
ダークハンター
鞭や剣で戦う職業で、敵の攻撃を不発にする身体部位封じ攻撃と、状態異常を付与する攻撃が得意。主な使用スキルは鞭を使った拘束・捕縛系のスキルと、剣を使った特殊な追加効果のある攻撃用スキルの2種。
メディック
HPや状態異常の回復、蘇生などを行う、パーティの生命線ともいえる職業。使用スキルは回復用のものがほとんどで、僅かながら防御系補助スキルと杖を使った攻撃系のスキルも習得可能である。
アルケミスト
火・氷・雷・毒といった元素を操り攻撃する錬金術師で、いわゆる魔法使いタイプの職業。多彩な属性攻撃系のスキルを習得する。その他に移動時の補助スキルも幾つか習得する。
バード
歌や踊りで戦いを補助する、支援タイプの職業。使用スキルは味方全員のステータスを向上させたり属性を付与するものなど、味方の戦闘能力を向上させるものが大半を占める。

#### 条件を満たすと選択できる職業
ブシドー
刀を使って戦う異国の剣士。強力な攻撃力を持つが、ほとんどのスキルが使用するために「構え」を行う（構えを取るのに1ターン消費する）必要があり、選択した構えによって使用できるスキルが変化する特殊な職業。使用スキルは「構え」状態に移行するものと「構え」の状態から繰り出される様々な攻撃用スキル。
カースメーカー
呪いの言葉で敵の精神に働きかけ、状態異常や能力低下を引き起こしたり敵の行動を自在に操ることができる禁断の術の使い手。使用スキルは敵にバッドステータスを付与するものがほとんどで、敵の行動を操るスキルも存在する。

### 戦闘
基本的にはオーソドックスなターン制システムを採用している。特に敵モンスターは一枚絵の表現でアニメーションなどもなく画面を彩るのは主にスキルや攻撃のエフェクトのみ、ダメージを受ければ鈍い衝撃音と共に画面が揺れるなど演出面でも極めて古典的な仕上がりとなっている。
スキルを使うなどの条件でBOOSTゲージが上昇していき、これが最大になると次に使ったスキルの効果や行動を強化するという「BOOST」コマンドが使用できる。
スキルには個別に発動速度補正が設定されており、その分だけ使用したキャラクターの行動速度に対して補正が加わる。そのため、たとえどんなに素早いキャラクターであろうとも強力なスキルを使おうとすれば行動が遅れ、逆に敵側が強力なスキルを使おうとしている時は敵の行動が遅れ、結果的に味方の行動が早くなる。
HPが無くなった場合は戦闘不能扱いとなる。

#### F.O.E.
通常敵モンスターが戦闘時以外に画面（MAP）に表示されることはないが、特定のマップ上に限りF.O.E（Field on Enemy）と呼ばれる強力なモンスターが出現する。MAP上に火の玉のような画像で表示され、接触することで戦闘に突入する（戦闘に突入することで本来の姿がわかる）。このモンスターは基本的にその階層で登場するモンスターと比較して数段上の強さに設定されており、接触しないように避けて進むことが求められる箇所が多い。逆に倒さないと先へ進めないといった箇所も存在する。
F.O.Eの行動パターンには、その場を動かないタイプ、特定の箇所を巡回するタイプ、視界に入るなどの条件を満たすとアイコンの色が赤くなり、プレイヤーを追跡してくるタイプなどがある。F.O.Eは基本的にプレイヤーがMAPを1歩移動、もしくは戦闘で1ターン経過するごとに1歩移動する。
F.O.Eに接触すると戦闘となるが、この際F.O.Eの背後から接触するとプレイヤーが先制することができ、逆に背後から接触されるとF.O.Eに先制される。またプレイヤーの背後が壁や扉などの移動できない領域で戦闘となった場合、その戦闘では逃げることができなくなる。F.O.Eの行動範囲内で通常戦闘を行っているときにF.O.Eがプレイヤーに接触してくる可能性もあり、この場合、通常の戦闘にF.O.Eが合流した勢力が敵モンスターの勢力となり、戦闘が継続される。また、稀に戦っているモンスター全てを全滅させ、そのF.O.Eのみとの戦いになることがある（これによって倒れたモンスターの経験値等は入らない）。

### 商店
ダンジョンより持ち帰ったアイテムを売却することで、それらを素材とした新しい武具やアイテムが商店と施薬院で売り出される。ストーリーを進行し、多くのモンスターを倒したり、各種採集を行うことで、ラインナップが充実していくシステムとなっている。

## ストーリー
何の変哲もない小さな街「エトリア」。「世界樹の迷宮」と呼ばれる巨大な大地の裂け目から広がる地下樹海が発見され、執政院からお触れが出されたことで多数の冒険者が街を訪れ、大きな街へと発展してきた。しかし、訪れた冒険者の1人たりとも迷宮を踏破することができなかった。そして今、迷宮を踏破し、富と名誉を目指す若者（プレイヤー）が街の門をくぐるところからゲームは始まる。プレイヤーは街の冒険者ギルドに新たにギルドと仲間に加える冒険者を登録し、統治機関から与えられる指令を遂行しつつ迷宮の奥深くへと進んでいくことになる。迷宮内で新たなモンスターやアイテムを発見することで、街の商店等の施設が充実していく。迷宮の探索を続けるにつれ、腕の立つ2人の冒険者・レンとツスクル、執政院の長・ヴィズルとの出逢いを通し、世界樹の迷宮の真実へと近づいていくことになる。

## 登場人物
声はドラマCD版のキャスト。

### 街の人たち
長鳴鶏の宿 / 受付の男
穏やかな風貌の青年。本名は「アレイ」。後半になるに従って宿賃が鰻登りに上がっていくため、腹黒い印象を持たれている。事実彼から冒険者への依頼がかなり困難なものであるにもかかわらず、報酬はすずめの涙。なお、何故かパーティーメンバーの最後尾の1人はレベルが宿泊費に反映されないという裏技がある。
ケフト施薬院 / Drキタザキ
『超執刀 カドゥケウス』のキャラクターで、スター・システムによるゲスト出演。若い頃は自身も冒険者であったらしく、若い冒険者達を心配しつつも温かく見守る。
シリカ商店 / 店主
声 - 斎藤千和
活発な性格の若き女店主。一人称は「ボク」で、本名は「シリカ」。武具の材料の調達に難儀しており、しばしば冒険者達に依頼をしてくる。
金鹿の酒場 / 女将
何処か儚げな印象の女性で、スタッフによれば未亡人をイメージしているとのこと。本名は「サクヤ」。冒険者に憩いの場を提供すると共に仕事の依頼（クエスト）の斡旋も行っている。情に脆い性格のため、採算度外視の依頼も多い。
冒険者ギルド / ギルド長
眼帯をした壮年の男性。本名は「ガンリュウ」。如何にも歴戦の強者といった精悍な風貌で、若い頃は樹海の第四層まで辿り着いたこともある熟練の冒険者だった。
執政院ラーダ / 眼鏡の男
学者風の男性。本名は「オレルス」。執政院の情報室長という立場であり、冒険者から報告を受けて樹海のデータを作成している。冒険者にミッションを与えるのも彼の仕事の一つ。
執政院ラーダ / 執政院の長
エトリアの街の中心的人物で、街の繁栄のために日夜業務に励んでいる。本名は「ヴィズル」。時折一人で樹海に入って行くことがあるがその目的などは不明で、何かと謎の多い人物でもある。
その正体は旧時代の科学者で、環境汚染により荒廃した地球を再生すべく世界樹の迷宮を創った張本人。世界樹と同化しており、その肉体は老いで朽ちることはなくなっている。また街の繁栄のためには世界樹の迷宮の謎が解き明かされてはならないという信念を持っており、そのためには手段を選ばない冷酷な面も持ち合わせている。
レン
声 - 平田宏美
ブシドーの女性。熟練の冒険者で、ツスクルとコンビを組んで活動している。迷宮に挑む若き冒険者達の手助けが主な任務となっており、プレイヤーの前にもしばしば現れては力を貸してくれる。
その正体は執政院直属、つまりヴィズルの直接の部下。世界樹の迷宮とこの世界の真実を知る数少ない人物。ヴィズルの命に従い、迷宮の謎に近付き過ぎた冒険者を容赦なく斬り捨てる。
使用するスキルはブシドーの強化型、居合の構えからの派生がメイン。
ツスクル
声 - 阿澄佳奈
カースメーカーの少女。レンの相方で、彼女に寄り添うようにしていつも側にいる。レンと同じく冒険者達の手助けを主とし、序盤から中盤にかけて回復ポイントを提供してくれる。
彼女もまた執政院直属の暗殺者であり、レンと同じく世界樹の迷宮の秘密を護る人物の一人。ただツスクル本人は任務に対して消極的であり、愚直に任務をこなすレンを心配している。
使用するスキルはカースメーカースキルの強化型。
モリビト
迷宮の深部で出会う謎の少女。人の姿をしていて言葉を話すが、明らかに人間とは違う雰囲気を漂わせている。
本来、モリビトというのは彼女自身の固有名ではなく、樹海に住む亜人種の総称である。遙か昔に人間と契約を交わしており、互いのテリトリーを侵さないことを誓っている。そのため、モリビト達は侵入者に対して容赦がない。この少女はそうしたモリビト達の言わば交渉役のような立場であるらしく、直接戦闘することはないものの、プレイヤー達に対してしばしば警告を与える。

### ボス
スノードリフト
ケルヌンノス
コロトラングル
イワォロペネレプ
氷の剣士レン
呪い師ツスクル
世界樹の王
フォレスト・セル
クイーンアント
ワイバーン
アルルーナ
マンティコア
偉大なる赤竜
氷嵐の支配者
雷鳴と共に現る者
炎竜クローン
氷竜クローン
雷竜クローン

## 開発
ディレクターの新納一哉は、開発当初は全ての要素を遊び終えるのにかかる時間を20時間程度にしようと考えていたが、結果的には40時間程度に膨らんだ。敵との戦いに関しては、味方側の体力上限値を超えるようなダメージを与えてくる敵を用意している。これに関して新納はシステムが破綻しているが、要素の組み合わせによって、生存できるように調整しており、そのようなゲームのバランス調整に多くの時間を割いたと語っている。
ゲーム内には昼夜の概念が存在し、新納は当初は昼と夜で異なるゲームにしようと考えていたが、開発が進むにつれて焦点がずれてきたために予定より大幅に要素を削減したと語っている。
敵との戦いに敗れて全滅した際にはゲームオーバーとなるが、その際キャラクターや所持品を失うのは開発当時のゲーム市場には厳しすぎるシステムな上、本作の「全滅を楽しんで欲しい」というコンセプトからも外れるため導入は見送られた。当初はマップもリセットされる予定だったが、『ウィザードリィ』経験者であるファミ通の編集長にプレゼンテーションした際、「自分の描いた方眼紙の地図は消えなかった」ことから「全滅してもマップは残して欲しい」と言われ、リセットされないようにした。
データ保存は街の宿屋で行われるが、中断に関しては、本作は手書きマップなどの大容量のデータが多い上、データ破損に備えたバックアップを用意した関係で容量不足となり、導入できなかった。また新納は『ファイナルファンタジーIII』と『ドラゴンクエストIII』を例に挙げ、ボスまでの道中でコストを抑えていくのも遊びの1つであることも中断を導入しなかった理由として語っている。
ダンジョン内の宝箱には罠は仕掛けられていない理由は『ウィザードリィ』では罠を解除するためにシーフが必須であるが、新納にとって、たいして強くないシーフを、宝箱の罠解除のためだけにパーティーに入れないければいけないのは嫌だったからである。
パーティーの人数の上限を5人にしたのは、6人だとなんでもできるパーティとなってしまい、4人では攻撃と回復以外の余裕がないが、5人であれば、5人目に自由な役割をもたすことができると考えたためである。
本作のジャンルは3DダンジョンRPGであるが、新納の周囲にもダンジョンRPGを理解している人があまりおらず、新納は『ウィザードリィ』と同じであることを説明しても、『ウィザードリィ』自体を理解してもらえなかったと語っている。本作はそのようなダンジョンRPG初心者であっても遊べるとし、新納としては開発当時のRPGが「色々ヘビーすぎて、社会人になってからは最後までプレイし続けられない事が多い」という考えから、「今のゲーム市場だとこんなゲームの企画は通らない」と思いながらも、本作のような作品を求めている人もいることを会社に主張して発売させることができた。また新納は携帯ゲーム機向け作品であることからも、長く遊べないような人にこそ遊んでほしく、それを前提に調整していると語っている。
音楽は古代祐三が担当しており、新納は本作開発当時FM音源を使用する曲がなかったため、あえてFM音源が主流だった時代のゲーム音楽を今の古代に作ってもらいたいと考えた。
本作は『ウィザードリィ』とは異なり、キャラクターグラフィックが取り入れられている。キャラクターに関して、新納は本作開発当時に萌え志向なイラストが増えてきていることに関して、意識はしていたと語っているが狙ったわけではなく、男女ともに「かわいい」と思ってくれるデザインを意識して採用したと広報の宇田洋輔は語っている。新納は携帯ゲーム機であるために「絵にメリハリをつけないとデザインが死んでしまう」との考えにより、黒ベタを使用するデザイナーを検討した結果、日向悠二に決めた。

### スタッフ
- ディレクター - 新納一哉（Kazuya Niinou）
- テキスト - 小森成雄（Shigeo Komori）
- キャラクターデザイン - 日向悠二（Yuji Himukai）
- モンスターデザイン - 長澤真（Shin Nagasawa）
- サウンドコンポーズ（音楽） - 古代祐三（Yuzo Koshiro）

なお、ディレクターの新納は『世界樹の迷宮』の製作を最後にアトラスを2007年2月に退社している。退社後は『ルミナスアーク』等を開発したイメージエポックを経て、現在はスクウェア・エニックスに所属。

## 早期購入者特典
豪華ブックレット付きアウトテイクミニサントラ。
1. - 2006.3 はじまりの冒険者に捧ぐ。（ダンジョン試作曲〈PCM〉）
2. - 2006.4 その戦いに、至宝を得よ。（戦闘試作曲〈PCM〉）
3. - 2006.5 長く静かな回廊（ダンジョン試作曲〈PCM+FM〉）
4. - そして、翠の地へと辿りつく。（ダンジョン実験曲〈FM〉）
5. - 剣華散れよ、鉄靴響けよ。（バトル曲アウトテイク〈FM〉）
6. - 眠らずの戦場（バトル曲アウトテイクII〈FM〉）
7. - 伝承の詩、勇敢なる者達。（オープニングフルバージョン）

## サウンドトラック
本作のBGMはPC-8801のFM音源からサンプリングした音色をメインに据えた構成となっている。
そのため、2007年3月21日に発売されたオリジナル・サウンドトラックはDS音源版とPC-8801 FM音源版の2枚組という珍しい形となっている。

## ドラマCD
2007年9月7日発売。ゲームの世界観をベースにしたオリジナルストーリーで樹海探索に行って戻らない兄・クレイの後を追い、新米メディックのミルが樹海に挑む。BGMはゲームと同じものを使用し、スキルの概念や「殴りメディ（肉弾戦を得意とするメディック）」等のゲーム用語も登場する。

### 登場人物（ドラマCD）
ミル（メディック女）
声 - 落合祐里香
本作の主人公。まだ若くおとぼけな性格で、走る時にはピョコピョコ音が鳴る。回復スキルに自信がないのかキュアよりもATCブーストにポイントを振り分けており、戦後手当ぐらいしか使えない。戦闘では「おにょれー!」と叫びながら突っ込んでいく。「弱そう」だったのでギルドで登録拒否され、酒場に来て仲間を探す。
アラン（パラディン男）
声 - 浜田賢二
一見ぶっきらぼうだが仲間を思いやる気持ちは強く、実力も高い。過去に所属していたギルドが全滅して、それ以来探索せずに酒場に居座っていた。その仲間の声が聞こえてくるようで、樹海内では眠ることがない。ミルのことも最初は追い払うが世間知らずの彼女をなんだかんだ言いつつ助けた後、やがてギルドを再結成する。
シルフィー（ダークハンター女）
声 - 大原さやか
「エロ担当」で軽い性格のお姉様。アランとの付き合いは長くよく絡んでいるが、ぞんざいな扱いを受けることもあり、信頼関係は強い。
クレイ
声 - 細谷佳正
ミルの兄で、樹海に行ったきり行方不明となっている。両親のいない彼女にとっては親代わりの存在であった。

## ノベライズ
「世界樹の迷宮 〜去りゆくモノたちへの鎮魂歌〜」のタイトルでファミ通文庫（エンターブレイン）から2007年11月30日に発売している。筆者は嬉野秋彦。イラストは日向悠二。
- 「世界樹の迷宮 〜去りゆくモノたちへの鎮魂歌〜」
  - 11月30日発売（ISBN 978-4-7577-3855-3）

### ストーリー（ノベル）
エトリアの街の冒険者ゼノビアのパーティーは、ある冒険でパーティーのメディック・グラーフが命を落としたため、解散の危機に瀕していた。代わりの回復役を見つけるために奔走するゼノビアだが、ある時酒場で働いている給仕の少年・カミルが冒険者、しかも回復ができるバードであることを知り、パーティーへと勧誘するが……。一方同じ頃、冒険者たちを2層で足止めしている「森の王」と呼ばれる強力なモンスターを排除するために、執政院から賞金がかけられていた。

### 登場人物（ノベル）
ゼノビア（レンジャー女）
本作の主人公。パーティーのリーダー。エトリアでもよく知られているほどの優秀な冒険者。姉御肌だが度々パーティーメンバーに振り回される苦労人でもある。かつては別のパーティーに所属していたが、2層の奥深くで「森の王」と呼ばれる魔物と遭遇した際に彼女とフェイゲンを残して潰滅したという過去を持つ。
ロジェロ（ソードマン男）
腕は立つが短気で喧嘩っ早く、がさつで自己中心的なためにどこのパーティーからも敬遠されていた剣士。バルサスとは相性が最悪で、いつも口論となっている。何故かフェイゲンのことを目の敵にしている。
バルサス（アルケミスト男）
クールで皮肉屋だが頭は切れるパーティーの参謀役。何事も知的好奇心のために動く人物で、世界樹の迷宮の奥深くに自分の求める真理があると信じている。短気なロジェロのことを揶揄することが多い。意外と面倒見のいい一面もある。
オトワカ（ブシドー性別不詳）
涼やかな風貌をしたマイペースな人物。本当の性別は一番付き合いの長いゼノビアを含めて誰も知らない。武者修行のために迷宮に挑んでおり、より強い敵を求めてさらなる下層を目指している。顔に似合わず大食い。
カミル（バード男）
冒険者としてはまだ駆け出しに毛が生えた程度の少年。同じく冒険者だった兄に誘われてエトリアにやってきたが、所属していた兄のパーティーが潰滅。一人残された彼は路銀が尽きて故郷に帰れなくなったため、普段は金鹿の酒場で給仕や演奏をして日銭を稼いでいる。メディックを失い回復役を求めていたゼノビアのパーティーに誘われる。
フェイゲン（パラディン男）
かつてゼノビアが所属していたパーティーのリーダーだった人物。故郷に病気の弟がいて、治療費を稼ぐために迷宮に潜っている。パーティーが潰滅して以来、自分が死ぬことも仲間を失うことも恐れるようになり、誰ともパーティーを組まずにたった一人で（彼にとっては比較的）安全な1層を探索する日々を送るようになった。一人で迷宮を探索できるだけあって冒険者としては凄腕。

## 漫画
- 「世界樹の迷宮 コミックアンソロジー」
  - 一迅社 IDコミックス DNAメディアコミックス（ISBN 978-4758003896）
  - 2007年5月25日発売
- 「世界樹の迷宮 コミックアンソロジー」
  - 光文社 火の玉ゲームコミックシリーズ（ISBN 978-4-334-80663-7）
  - 2007年4月26日発売
- 「世界樹の迷宮 アンソロジーコミック」
  - 宙出版 ミッシィコミックス　笑コミックスシリーズ（ISBN 978-4-7767-2202-1）
  - 2007年4月24日発売
- 「世界樹の迷宮 アンソロジーコミック」
  - エンターブレイン BROS.COMICS EX(ISBN 978-4-7577-3819-5)
  - 2007年10月発売。

## テーブルトークRPG
詳細は世界樹の迷宮SRSを参照。
エンターブレインから2010年3月に発売。著者は遠藤卓司/F.E.A.R.。スタンダードRPGシステム（SRS）を用いて制作された。『世界樹の迷宮』をベースに作られているが、一部のデータには『世界樹の迷宮II 諸王の聖杯』の要素が組み込まれている。
- 世界樹の迷宮SRS ISBN 978-4-04-726426-7